# Bradley Roby
Bradley Roby (nacido el 1 de mayo de 1992) es un jugador profesional de fútbol americano estadounidense que juega en la posición de cornerback y actualmente milita en los Philadelphia Eagles de la National Football League (NFL).

## Biografía
Roby asistió a Peachtree Ridge High School en Suwanee, Georgia, donde fue un receptor y defensive back All-State. Fue considerado un 3 estrellas por ESPN.com, clasificado el 42.º mejor defensor en 2010.
En su paso por Ohio State de 2010 a 2013, Roby fue el líder de su equipo (empatado) en intercepciones con 3, y 47 tackles, en su primer año. En 2013, Roby fue nombrado Primer Equipo All-Big Ten después de lograr 69 tackles, 16 pases desviados (3º en la Big Ten), 3 intercepciones y 2 punts bloqueados.
El 20 de noviembre de 2013, el entrenador de los Buckeyes, Urban Meyer, anunció que Roby dejaría la universidad para entrar en el sorteo del draft.

## Carrera

### Denver Broncos
Roby fue seleccionado por los Denver Broncos en la primera ronda (puesto 31) del draft de 2014.

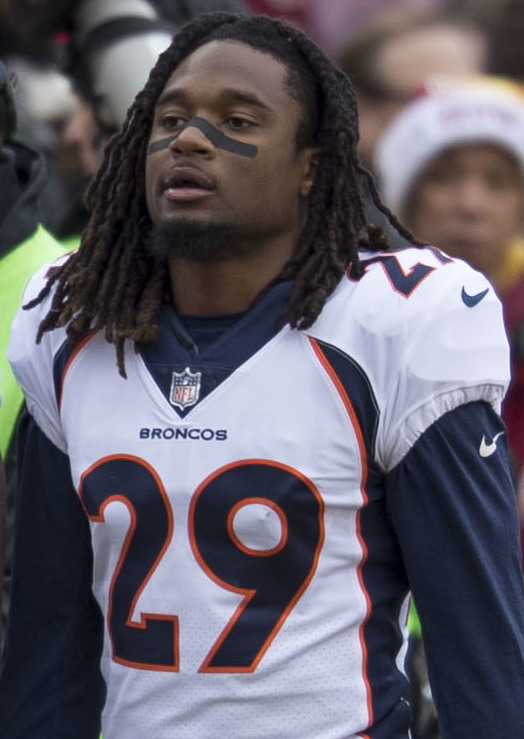
Roby con los Broncos en 2017.

Con los Broncos, Roby logró dos títulos de división consecutivos, un campeonato de la AFC y el Super Bowl 50 frente a los Carolina Panthers.

### Houston Texans
El 14 de marzo de 2019, Roby firmó un contrato por un año y $10 millones con los Houston Texans.
El 3 de abril de 2020, Roby renovó su contrato con los Texans por tres años y $36 millones.

### New Orleans Saints
El 8 de septiembre de 2021, Roby fue intercambiado a los New Orleans Saints a cambio de una selección de tercera ronda del draft de 2022 y una condicional sexta ronda del draft de 2023.

### Philadelphia Eagles
El 3 de octubre de 2023, Roby firmó con el equipo de práctica de los Philadelphia Eagles y incorporó a la plantilla el 13 de octubre de 2023.

## Estadísticas
| Año   | Equipo | Partidos | Partidos | Tacleadas | Tacleadas | Tacleadas | Tacleadas | Intercepciones | Intercepciones | Intercepciones | Intercepciones | Intercepciones | Intercepciones | Balones sueltos | Balones sueltos | Balones sueltos | Balones sueltos |
| Año   | Equipo | PJ       | PT       | Comb      | Total     | Ast       | Sck       | PDef           | Int            | Yds            | Avg            | Lng            | TDs            | FF              | FR              | Yds             | TDs             |
| ----- | ------ | -------- | -------- | --------- | --------- | --------- | --------- | -------------- | -------------- | -------------- | -------------- | -------------- | -------------- | --------------- | --------------- | --------------- | --------------- |
| 2014  | DEN    | 16       | 2        | 65        | 63        | 2         | 1.0       | 13             | 2              | 0              | 0.0            | 0              | 0              | 2               | 2               | 3               | 0               |
| 2015  | DEN    | 16       | 4        | 40        | 34        | 6         | 0.0       | 10             | 1              | 19             | 19.0           | 19             | 0              | 1               | 1               | 21              | 1               |
| 2016  | DEN    | 16       | 4        | 39        | 34        | 5         | 1.0       | 8              | 2              | 102            | 51.0           | 51             | 2              | 1               | 0               | --              | --              |
| 2017  | DEN    | 16       | 4        | 42        | 35        | 7         | 1.0       | 17             | 1              | 0              | 0.0            | 0              | 0              | 1               | 1               | 0               | 0               |
| 2018  | DEN    | 15       | 15       | 50        | 45        | 5         | 0.0       | 12             | 1              | 0              | 0.0            | 0              | 0              | 2               | 0               | --              | --              |
| 2019  | HOU    | 10       | 10       | 38        | 35        | 3         | 1.0       | 8              | 2              | 49             | 24.5           | 27             | 1              | 1               | 0               | --              | --              |
| 2020  | HOU    | 10       | 10       | 37        | 33        | 4         | 0.0       | 7              | 1              | 0              | 0.0            | 0              | 0              | 0               | 1               | 0               | 0               |
| 2021  | NO     | 14       | 1        | 23        | 19        | 4         | 1.0       | 5              | 1              | 2              | 2.0            | 2              | 0              | 0               | 0               | --              | --              |
| 2022  | NO     | 13       | 10       | 36        | 29        | 7         | 0.0       | 5              | --             | --             | --             | --             | --             | 0               | 2               | 6               | 0               |
| 2023  | PHI    | 2        | 0        | 2         | 2         | 0         | 0.0       | 0              | --             | --             | --             | --             | --             | 0               | 0               | --              | --              |
| Total | Total  | 128      | 60       | 372       | 329       | 43        | 5.0       | 85             | 11             | 172            | 15.6           | 51             | 3              | 8               | 7               | 30              | 1               |

Fuente: Pro-Football-Reference.com